# Odder Provsti
Odder Provsti er et provsti i Århus Stift.  Provstiet ligger i Odder Kommune.
Odder Provsti består af 14 sogne med 14 kirker, fordelt på 3 pastorater.

## Pastorater
| Pastorater i Odder Provsti | Pastorater i Odder Provsti | Pastorater i Odder Provsti |
| -------------------------- | -------------------------- | -------------------------- |
| Fjordpastoratet            | Kystpastoratet             | Odder-Tunø Pastorat        |

## Sogne
| Sogne i Odder Provsti | Sogne i Odder Provsti | Sogne i Odder Provsti |
| --------------------- | --------------------- | --------------------- |
| Alrø Sogn             | Bjerager Sogn         | Falling Sogn          |
| Gosmer Sogn           | Gylling Sogn          | Halling Sogn          |
| Hundslund Sogn        | Nølev Sogn            | Odder Sogn            |
| Randlev Sogn          | Saksild Sogn          | Torrild Sogn          |
| Tunø Sogn             | Ørting Sogn           |                       |